# Juan Manuel Lafuente Mir
Juan Manuel Lafuente Mir (Maó, 1963) és un advocat i polític balear, diputat al Parlament de les Illes Balears en la IX, X i XI legislatures, conseller del Govern Balear d´Administracions Públiques en el Govern de José Ramón Bauzà i Conseller del Mar i del Cicle de l'Aigua en el Govern de Margalida Prohens.

## Biografia
Llicenciat en dret, exerceix com a advocat des de 1988. El 1990 fundà el despatx Caballero, Lafuente, Mercadal S.C. a Maó amb Fernando Caballero Visser, Antonio Mercadal Arguimbau i Joan Pons Pons. Des de 1987 també assessora a la Federació de la Petita i mitjana empresa de Menorca.
Militant del Partit Popular de Menorca, de 1995 a 1996 fou regidor a l'ajuntament de Maó. De 1996 a 1999 fou director general de Comerç sota la presidència de Jaume Matas i Palou. Fou elegit regidor de Maó a les eleccions municipals espanyoles de 2003 i va substituir Cristòfol Huguet Sintes com a diputat al Parlament Balear, però renuncià a l'escó el mateix dia. També fou president del Partit Popular de Menorca de 1999 a 2008.
De 2011 a 2014 treballà com a assessor jurídic de l'àrea d'Urbanisme de Maó fins que fou nomenat Conseller d'Administracions Públiques del Govern de les Illes Balears, càrrec que va ocupar fins que el PP deixà el Govern Balear en 2015.
Fou elegit diputat per Menorca a les eleccions al Parlament de les Illes Balears de 2015, 2019 i 2023.
Vicepresident segon del Parlament Balear durant la Xa legislatura, del 20 de juny de 2019 a 2023.
El 10 de juliol de 2023 va ser presentat com a Conseller del Govern Balear de la nova Conselleria de la Mar i del Cicle de l'Aigua del Govern de Margalida Prohens.